# Bataille de Tinramrin
La bataille de Tinramrin est la dernière bataille entre le sultan Abu al-Hasan ben Uthman et Abou Thabet, elle fut une défaite écrasante pour les Mérinides, et ils seront chassés du Maghreb.

## Contexte
Abu al-Hasan fortifie ses défenses sur la partie orientale du Maghreb central, avant de marcher contre les Zianides, capturant Miliana avant d'occuper Médéa et de tuer un officier zianide, un certain Othman ibn Aissa el-Djelouli. L'armée du sultan était composée de Zénètes et d'Arabes. Cependant, Abou Thabet ne perd pas de temps et marcha vers Abu al-Hasan. Les deux armées se rencontrent à Tinramrine, près de Djidiouia, Abu al-Hasan avait un corps d'Arabes Zoghbiens commandé par Mohamed ibn Taleb, Omar ibn Ali et Abou Dinar. Abou Thabet lui avait un corps de la tribu des Maghraouas mené par Ali ibn Rached.

## Bataille
L'armée mérinide est mise en déroute par Abou Thabet avec l'aide des Maghraouas, En Nacer ibn Abu al-Hasan est tué par la lance d'un fantassin maghraoui, ainsi que Mohamed ibn Ali al-Azéfi, Ibn al-Baouac et le secrétaire El Cabaili, sont tous tués, quant à Abu al-Hasan, il s'enfuit dans le désert vers Sijilmassa, qui lui a encore manifesté son soutien, choisissant d'abandonner ses terres en Ifriqiya, Abou Thabet décida de soumettre les Toudjins avant de retourner à Tlemcen,,.